# سيفيرينو موريرا
سيفيرينو موريرا هو لاعب رماية برازيلي، (ولد في ساو باولو في البرازيل 1913  م).

## وصلات خارجية
- سيفيرينو موريرا على موقع أوليمبيديا (الإنجليزية)